# Вагабунда андаманська
Вагабунда андаманська (Dendrocitta bayleyii) — вид горобцеподібних птахів родини воронових (Corvidae). Ендемік Андаманських островів.

## Опис
Довжина птаха становить 32 см, вага 92-113 г. Голова, плечі і груди чорні, спина, гузка, живіт, стегна і хвіст рудувато-коричневі. Крила (за винятком кінчиків покривних пер, які є білими) і рульові пера на хвості чорні. Дзьоб і лапи чорні. Виду не притаманний статевий диморфізм. У молодих птахів забарвлення коричнювате і хвіст відносно коротший.. 

## Поширення
Андаманська вагабунда є ендеміком Андаманських островів. Вона мешкає в субтропічних і тропічних лісах. Віддає перевагу найвищим деревам.

## Поведінка
Андаманські вагабунди ведуть денний спосіб життя. Вони об'єднуються в зграї з 12-20 птахів і більшу частину дня проводять в кранах дерев. Харчуються здебільшого безхребетними і невеликими хребетними, доповнюють раціон фруктами і ягодами. Сезон розмноження триває з березня по червень. В кладці 3-6 яєць. Пташенята покиджать гніздо на 3 тиждень і стають самостійними через півтора місяці після вилуплення.

## Збереження
З 2017 року МСОП класифікує андаманських вагабунд як вразливий вид. Популяція птахів зменшується, головним чином через антропогенний тиск і знищення природних середовищ. За оцінками, популяція андаманських вагабунд складає 250-1000 птахів.